# فخرالدین صدیق‌شریف
فخرالدین صدیق شریف (زاده ۲۱ مرداد ۱۳۳۴ در تهران) بازیگر و مترجم ایرانی است. وی فعالیت خود را در تئاتر در سال ۱۳۵۰ و در سینما در سال ۱۳۶۷ شروع کرده‌است.

## کارنامهٔ هنری

### سینما
1. بهشت تبهکاران (۱۴۰۲)
2. رسوایی ۲ (۱۳۹۵)
3. ساکن طبقه وسط (۱۳۹۲)
4. گام‌های شیدایی (۱۳۹۱)
5. اخراجی‌ها ۳ (۱۳۸۹)
6. اخلاقتو خوب کن (۱۳۸۹)
7. فیلادلفی (۱۳۸۹)
8. دموکراسی تو روز روشن (۱۳۸۸)
9. اخراجی‌ها ۲ (۱۳۸۷)
10. کارناوال مرگ (۱۳۸۷)
11. خاطره (۱۳۸۷)
12. دوشیزه باران (۱۳۸۶)
13. اخراجی‌ها (۱۳۸۵)
14. ابراهیم خلیل‌الله (۱۳۸۴)
15. آخر بازی (۱۳۷۹)
16. مریم مقدس (۱۳۷۹)
17. دختران انتظار (۱۳۷۸)
18. رنجر (۱۳۷۸)
19. شور زندگی (۱۳۷۷)
20. روانی (۱۳۷۶)
21. شبیخون (۱۳۷۶)
22. زن امروز (۱۳۷۵)
23. سرزمین خورشید (۱۳۷۵)
24. سرعت (۱۳۷۵)
25. آخرین بندر (۱۳۷۳)
26. روز واقعه (۱۳۷۳)
27. طعمه (۱۳۷۱)
28. ابلیس (۱۳۶۹)
29. آخرین پرواز (۱۳۶۸)
30. پرواز پنجم ژوئن (۱۳۶۸)
31. گراند سینما (۱۳۶۷)

### تلویزیون
| سال       | نام                             | سمت          | کارگردان                | توضیحات |
| --------- | ------------------------------- | ------------ | ----------------------- | --- |
| ۱۴۰۱      | گیلدخت                          | بازیگر       | مجید اسماعیلی           | شبکه ۱ |
| ۱۳۹۸      | بوی باران                       | بازیگر       | محمود معظمی             | شبکه ۱ |
| ۱۳۹۷      | روزهای بی‌قراری ۲                | بازیگر       | کاظم معصومی             | شبکه ۲ |
| ??۱۳      | وطن من                          | بازیگر       | محمدرضا ورزیاصغر نعیمی  | شبکه ۳ |
| ۱۳۹۷      | ایراندخت                        | بازیگر       | محمدرضا ورزی            | شبکه ۱ |
| ۱۳۹۵–۱۳۹۴ | معمای شاه                       | بازیگر       | محمدرضا ورزی            | در نقش‌های «ریدر ویلیام بولارد» و «جعفر شریف‌امامی» |
| ۱۳۹۴      | کیمیا (مجموعه تلویزیونی)        | بازیگر       | جواد افشار              | شبکه ۲ |
| ۱۳۹۲      | تله‌فیلم «آقا خوبه»              | بازیگر       | علی عطشانی              | |
| ۱۳۹۲–۱۳۹۱ | کلاه پهلوی                      | بازیگر       | سید ضیاءالدین دری       | در نقش «احسان» (قاضی شهر سامان) / شبکه ۱ |
| ۱۳۹۲      | هفت‌سین                          | بازیگر       | یدالله صمدی             | شبکه ۵ |
| ۱۳۹۱      | تله‌فیلم «مشت‌زن»                 | بازیگر       | روزبه روحی              | |
| ۱۳۹۱      | تله‌فیلم «۹ ماه، ۹ روز»          | بازیگر       | بهنوش صادقی             | |
| ۱۳۹۱      | تله‌فیلم «حباب»                  | بازیگر       | کریم سربخش              | |
| ۱۳۹۱      | تله‌فیلم «بهای یک بهانه»         | بازیگر       | رضا ابوفاضلی            | شبکه ۱ |
| ۱۳۹۰      | تله‌فیلم «آوازهای مادرانه»       | بازیگر       | اصغر هاشمی              | |
| ۱۳۹۰      | تله‌فیلم «ملاقات غیرممکن»        | بازیگر       | حسن لفافیان             | سیمای شبکه آفتاب (استان مرکزی) |
| ۱۳۹۰      | تله‌فیلم «سپید مثل ستاره»        | بازیگر       | جواد روستایی            | سیمای مرکز قم |
| ۱۳۹۰      | تله‌فیلم «گره سبز»               | بازیگر       | الهه شاه‌حسینی           | شبکه ۲ |
| ۱۳۹۰      | تله‌فیلم «ناشناس»                | بازیگر       | رضا ابوفاضلی            | شبکه ۱ |
| ۱۳۹۰      | تله‌تئاتر «روابط سودجویانه»      | بازیگر       | روزبه معصومی            | نویسنده: «خاسینتو بناونته» / شبکه ۴ |
| ۱۳۹۰      | سقوط آزاد                       | بازیگر       | علیرضا امینی            | شبکه ۱ |
| ۱۳۹۰–۱۳۸۹ | تله‌فیلم «سیب، سنجد، سمنو»       | بازیگر       | فریدون فرهودی           | در نوروز ۱۳۹۰ از شبکه ۲ پخش شد. |
| ۱۳۸۹      | تله‌فیلم «جایی برای اشتباه نیست» | بازیگر       | سیدمهدی برقعی           | |
| ۱۳۸۹      | ملکوت                           | بازیگر       | محمدرضا آهنج            | شبکه ۲ |
| ۱۳۸۹      | تبریز در مه                     | بازیگر       | محمدرضا ورزی            | |
| ۱۳۸۸      | تله‌فیلم «گردان آبنبات چوبی»     | بازیگر       | امیر فیضی               | در نوروز ۱۳۸۹ از شبکه ۲ پخش شد. |
| ۱۳۸۸      | تله‌فیلم «ریسمان سبز»            | بازیگر       | علیرضا امینی            | شبکه ۳ |
| ۱۳۸۸      | تله‌تئاتر «نمایندهٔ ملت»          | بازیگر       | روزبه معصومی            | |
| ۱۳۸۸      | تله‌فیلم «مرگ قهرمان رالی»       | بازیگر       | آزاد ناظریان            | شبکه ۲ |
| ۱۳۸۸      | شب هزار و یکم                   | بازیگر       | علی بهادر               | |
| ۱۳۸۸      | تله‌فیلم «مهمان حبیب خداست»      | بازیگر       | حسین قاسمی جامی         | |
| ۱۳۸۷      | تله‌فیلم «ستارهٔ خضراء»           | بازیگر       | محمدرضا ورزی            | در عاشورای ۱۳۸۷ از شبکه ۱ پخش شد. |
| ۱۳۸۷      | تله‌فیلم «راه نیرنگ»             | بازیگر       | مهرداد خوشبخت           | |
| ۱۳۸۷      | تله‌فیلم «نسل سوخته»             | بازیگر       | سیدمحسن یوسفی           | |
| ۱۳۸۷      | تله‌فیلم «ایستگاه خاموش»         | بازیگر       | حمید طالقانی            | |
| ۱۳۸۷      | تله‌فیلم «مرد زیبا»              | بازیگر       | بهمن زرین‌پور            | شبکه ۱ |
| ۱۳۸۷      | آخرین غزل                       | بازیگر       | نادر برهانی مرند        | |
| ۱۳۸۷–۱۳۸۲ | در چشم باد                      | بازیگر       | مسعود جعفری جوزانی      | در نقش «حاج قاسم» / شبکه ۱ |
| ۱۳۸۷–۱۳۸۶ | تله‌فیلم «مزد عشق»               | بازیگر       | محمود مقامی             | |
| ۱۳۸۶      | تله فیلم قطار آن شب             | بازیگر       | حمیدرضا حافظی           | پخش از شبکه ۲ |
| ۱۳۸۶      | چهل سرباز                       | بازیگر       | محمد نوری‌زاد            | شبکه ۲ |
| ۱۳۸۶      | تله‌فیلم «دهخدا»                 | بازیگر       | محمدرضا ورزی            | |
| ۱۳۸۶      | حکایت نی                        | راوی         | علی مختارزاده           | از برنامه کودک و نوجوان شبکه ۱ پخش می‌شد. |
| ۱۳۸۵      | تله‌تئاتر «سر عشق»               | بازیگر       | محمدحجت ذیجودی          | شبکه قرآن و معارف |
| ۱۳۸۴      | ابراهیم خلیل‌الله                | بازیگر       | محمدرضا ورزی            | در نقش «شیطان» / شبکه ۲ |
| ۱۳۸۳      | رقص پرواز                       | بازیگر       | احمد مرادپور            | در نقش دکتر مولایی (عموی ناتنی وحید) / شبکه ۲ |
| ۱۳۸۲–۱۳۸۳ | آن‌ها که مانده‌اند                | بازیگر       | محمدمهدی رسولی          | گروه کودک و نوجوان شبکه ۲ |
| ۱۳۸۲      | تله‌فیلم «کودتای سیاه»           | بازیگر       | محمدرضا ورزی            | |
| ۱۳۸۲      | مسافر زمان                      | بازیگر       | مسعود نوابی             | در دهه فجر ۱۳۸۲ از شبکه ۲ پخش شد. |
| ۱۳۸۱–۱۳۸۳ | زندگی، راز هستی                 | بازیگر       | احمد ظریف‌رفتار          | شبکه ۱ |
| ۱۳۸۱      | آبی مثل دریا                    | بازیگر       | ابوالقاسم معارفی        | شبکه تهران |
| ۱۳۷۸–۱۳۸۱ | روشن‌تر از خاموشی                | بازیگر       | حسن فتحی                | شبکه ۱ |
| ۱۳۸۰–۱۳۷۹ | کریم‌خان زند                     | بازیگر       | محمدرضا ورزی            | شبکه ۱ |
| ۱۳۷۹      | همسفر                           | بازیگر       | قاسم جعفری              | |
| ۱۳۷۹      | مریم مقدس                       | بازیگر       | شهریار بحرانی           | این سریال، یک نسخهٔ سینمایی هم دارد. |
| ۱۳۷۹      | دختران                          | بازیگر مهمان | اصغر توسلی              | بازی در اپیزودهای «سرپناه»، «پشت تنهایی»، «قسمتِ من، تنهایی» «همسر با من»، «به خاطرِ روزِ زن»، «به دنبال ستاره‌ها» «گلدان‌های خالی»، «همه یک ستاره دارند»، «دیر نیست هنوز» «رو در رو» و «نقاشی یک زندگی» |
| ۱۳۷۹–۱۳۷۵ | ولایت عشق                       | بازیگر       | مهدی فخیم‌زاده           | شبکه ۱ درنقش دعبل خزاعی |
| ۱۳۷۸–۱۳۷۷ | روزهای زندگی                    | بازیگر       | سیروس مقدم              | در سال ۱۳۷۹ از شبکه ۳ پخش شد. |
| ۱۳۷۸–۱۳۷۷ | محاکمه                          | بازیگر مهمان | حسن هدایت               | |
| ۱۳۷۷      | به او بگوئید دوستش دارم         | بازیگر       | حمید تمجیدی             | |
| ۱۳۷۶      | سرزمین سبز                      | بازیگر       | بیژن بیرنگ مسعود رسام   | در سال ۱۳۸۶ (پس از ده سال از زمان تولید) پخش شد. |
| ۱۳۷۶      | همه فرزندان من                  | بازیگر       | محمد دستگردی            | شبکه ۱ |
| ۱۳۷۶      | شن‌های کف رودخانه                | بازیگر       | یوسف سیدمهدوی           | شبکه ۳ |
| ۱۳۷۶      | برگبار                          | بازیگر       | اکبر خواجویی            | شبکه ۳ |
| ۱۳۷۶      | ردپای دوست                      | بازیگر       | عباس رنجبر              | شبکه ۲ |
| ۱۳۷۶–۱۳۷۵ | بازگشت به خانه                  | بازیگر       | مسعود نوابی             | شبکه ۱ |
| ۱۳۷۵      | شمایل                           | بازیگر       | احمد قربانی             | شبکه ۱ |
| ۱۳۷۵      | خانهٔ سبز                        | بازیگر       | مسعود رسام بیژن بیرنگ   | در نقش رئیس دادگاه خانواده / شبکه ۲ |
| ۱۳۷۵      | قائم‌مقام فراهانی                | بازیگر       | محمدرضا ورزی            | شبکه ۱ |
| ۱۳۷۵      | زیر چتر خورشید                  | بازیگر       | بهمن زرین‌پور            | شبکه ۲ |
| ؟         | غم تنهایی                       | بازیگر       | علی عسگری               | اواسط دهه ۷۰، در برنامه «سیمای مدرسه» پخش می‌شد. |
| ؟         | ریشه در دشت خون                 | بازیگر       | حسین فرخی قاسم شاکری    | در دهه ۷۰ از شبکه ۲ پخش می‌شد و موضوع آن «عاشورا» بود. |
| ۱۳۷۴      | دو پنجره                        | بازیگر       | پاشا شاهنده             | شبکه سه |
| ۱۳۷۴      | پهلوانان نمی‌میرند               | بازیگر       | حسن فتحی                | شبکه ۲ |
| ۱۳۷۳      | هدف گم‌شده                       | بازیگر       | یوسف سیدمهدوی           | شبکه ۱ |
| ۱۳۷۲      | یک حرف از هزاران                | بازیگر       | رهبر قنبری              | شبکه ۱ |
| ۱۳۷۲      | خورشید بر خاک                   | بازیگر       | حسین مختاری             | شبکه ۲ |
| ۱۳۷۰      | امام علی                        | بازیگر       | داود میرباقری           | در نقش «ابن عدیس» / شبکه ۱ |
| ۱۳۷۰      | هزار برگ و هزار رنگ             | بازیگر       | حسین محب‌اهری حسین فردرو | در نقش «قاضی» در برنامه کودک و نوجوان شبکه ۱ پخش می‌شد. |
| ۱۳۷۰      | وزیرمختار                       | بازیگر       | سعید نیک‌پور             | شبکه ۱ |
| ۱۳۶۸      | بچه‌های مدرسه                    | بازیگر       | مجتبی یاسینی            | |
| ۱۳۶۸      | راز                             | بازیگر       | قاسم سیف                | شبکه ۱ |
| ۱۳۶۷      | بخش چهار جراحی                  | بازیگر       | مسعود فروتن             | شبکه ۲ |
| ۱۳۶۷      | یکی از این روزها                | بازیگر       | فریدون فرهودی           | شبکه ۱ |
| ۱۳۶۶      | تله‌فیلم «آخرین گام»             | بازیگر       | حسین فردرو              | شبکه ۱ |
| ۱۳۶۵–۱۳۶۶ | مجموعهٔ عروسکی «بهار، بهار»      | بازیگر       | محمد مطیع               | در نوروز ۱۳۶۶ پخش شد. |
| ۱۳۶۵–۱۳۶۶ | نوروز، کودک                     | بازیگر       | علی‌اصغر میرزایی         | در نوروز ۱۳۶۶ از برنامه کودک و نوجوان شبکه ۱ پخش شد. |
| ۱۳۶۳–۱۳۶۴ | امیرکبیر                        | بازیگر       | سعید نیک‌پور             | در نقش «مستوفی‌الممالک» - شبکه ۱ |
| ۱۳۶۱–۱۳۶۲ | شاه‌شکار                         | بازیگر       | سعید نیک‌پور             | در نقش «سید جمال‌الدین اسدآبادی» / شبکه ۱ |
| ۱۳۶۰      | برنامهٔ «پیام تاریخ»             | بازیگر       | سعید نیک‌پور             | در نقش «یعقوب لیث» |
| ۱۳۶۰      | تله‌تئاتر «درخت انگور»           | بازیگر       | پرویز بشردوست           | شبکه ۱ |
| ۱۳۵۹–۱۳۶۰ | تله‌تئاتر «افسانهٔ ماشالله‌خان»    | بازیگر       | پرویز بشردوست           | شبکه ۱ |